# رونالد مورا
رونالد مورا (بالإسبانية: Ronald Mora)‏ (18 يوليو 1961 بأكوستا في كوستاريكا - ) هو مدرب كرة قدم وحكم كرة قدم ولاعب كرة قدم كوستاريكي في مركز الدفاع. لعب مع ديبورتيفو سابريسا ونادي ألاجولينسي وA.D. Carmelita ‏.

## وصلات خارجية
- رونالد مورا على موقع قاعدة بيانات كرة القدم.إي يو (الإنجليزية)